# Luau, Moxico
Luau, Moxico este un oraș în Angola. Are 3 839 km².